# 다니엘 뒤부아

다니엘 뒤부아(Daniel Dubois, 1997년 9월 6일 ~)는 영국의 프로 복서이다. 그는 2022년부터 2023년까지 세계 복싱 협회(WBA) 헤비급 타이틀(정규 버전)을 보유했고, 2024년부터 2025년까지 국제 복싱 연맹(IBF) 헤비급 타이틀을 보유했다. 지역 수준에서는 2019년부터 2020년까지 영국 및 영국 연방 타이틀을 포함한 다수의 헤비급 챔피언십을 보유했다. 아마추어 시절에는 5회 전국 주니어 타이틀리스트이자 영국 챔피언이었다. 뒤부아는 강력한 펀치력으로 유명하며, 22승 중 21승을 녹아웃으로 거두었다.

## 아마추어 경력
뒤부아의 아버지는 사우스런던에서 문제를 일으키지 않도록 9살 때 그를 복싱 체육관에 데려갔다. 그는 캐닝 타운에 있는 피콕 체육관에서 토니와 마틴 바워스 밑에서 훈련한다. 뒤부아는 약 75번의 아마추어 시합을 가졌다. 그는 잉글랜드 스쿨보이 타이틀 2개, 주니어 ABA 2개, CYP를 우승했다. 영국 시니어에서 우승했다. 그는 셰필드의 GB 엘리트 시스템에서 18개월을 보냈으며, 잉글랜드 대표로 약 12회 복싱을 했고, 유럽 청소년 선수권 대회에 두 번 참가하여 탐머(핀란드)와 브란덴부르크(독일)에서 열린 국제 대회에서 금메달을 획득했다. 그는 2020년 도쿄 올림픽 출전을 목표로 하는 영국 올림픽 팀에 속해 있었지만, 대신 프로로 전향하기로 결정했다. 그는 복싱 프로모터 프랭크 워런과 계약했다.

## 프로 경력

### 초기 경력
뒤부아의 프로 첫 경기는 2017년 4월 마커스 켈리와의 1라운드 35초 만에 녹아웃 승리였다. 그의 네 번째 경기에서 그는 지연된 대체 선수인 마우리시오 바라간을 2라운드에 녹아웃시켜 공석이 된 WBC 유스 헤비급 타이틀을 획득했다. 2017년 10월, 그는 AJ 카터를 1라운드에 녹아웃시켜 서던 에어리어 헤비급 타이틀을 획득했다. 그는 2018년 6월 8번째 경기에서 저니맨 톰 리틀을 5라운드에 TKO로 이기고 잉글리시 헤비급 타이틀을 획득했다. 그는 2019년 3월 WBO 유럽 타이틀을 획득했는데, 전 WBO 헤비급 타이틀 도전자 라즈반 코야누를 두 라운드 만에 이겼다. 뒤부아는 2018년 10월 전 세계 타이틀 도전자 케빈 존슨과 처음으로 풀 라운드 경기를 치렀고, 10라운드 후 판정승을 거두었으며, 2019년 4월에는 리차드 라르테이를 4라운드에 이겼다.
2019년 7월, 그는 네이선 고먼을 5라운드에 녹아웃시켜 12승 11KO의 기록을 세웠고, 공석이 된 영국 헤비급 타이틀을 획득했다. 복싱 저널리스트 스티브 번스는 그가 "...노련한 싸움꾼처럼 싸웠고, 발은 완벽했으며, 그의 잽은 링의 유물들로부터 물려받은 뻣뻣한 무기였다"고 말했다. 영국방송공사 복싱 특파원 마이크 코스텔로는 그를 "...현재 이 스포츠에서 가장 밝은 유망주 중 한 명"이라고 묘사했다.
그의 다음 경기에서 뒤부아는 에베네저 테테를 상대했다. 뒤부아는 1라운드에 테테를 두 번 쓰러뜨리며 그를 압도했다.
그 후, 뒤부아는 일본인 헤비급 후지모토 교타로를 상대했다. 후지모토는 시작 벨부터 버티기 위해 싸웠지만 처음부터 압도당했다. 2라운드에 뒤부아는 오른손 펀치를 성공시켜 후지모토를 녹아웃시켰다.
2020년 8월 29일, 뒤부아는 리카르도 스니더스를 상대로 또 다른 압도적인 승리를 거두었다. 뒤부아는 1라운드에 상대를 세 번 쓰러뜨렸다. 첫 라운드가 스니더스가 버틸 수 있는 마지막 라운드가 되었고, 심판은 뒤부아가 상대를 네 번째 쓰러뜨린 후 경기를 중단시켰다.

### 순위 상승

#### 뒤부아 대 조이스
2020년 2월 7일, 뒤부아 대 조 조이스 (11승 0패, 10KO)를 공식적으로 발표하는 보도 자료가 나왔다. 경기는 4월 11일 런던 O2 아레나에서 BT 스포츠 복스 오피스를 통해 생중계될 예정이었다. 뒤부아는 자신의 영국, 영국 연방, WBC 실버, WBO 인터내셔널 타이틀을 방어하고 조이스는 자신의 WBA 골드 타이틀을 방어할 예정이었다. 이 경기는 "찾아내서 파괴하라(Seek & Destroy)"라는 이름으로 홍보되었다. 이 경기는 프랭크 워런의 퀸즈베리 프로모션스가 주최했다. 뒤부아는 이 경기가 그의 경력 중 '가장 파괴적인 경기'가 될 것이라고 말했다. 경기 발표 며칠 후, 조이스는 트레이너 아담 부스와 결별했다. 그는 전 트레이너 이스마엘 살라스와 계약하고 라스베이거스로 가서 UFC 훈련 센터에서 훈련한 것으로 알려졌다. 조이스와 그의 매니저 샘 존스에 따르면, 부스와의 결별은 원만했다. 살라스는 조이스의 11번째 프로 경기 만에 그의 네 번째 트레이너가 되었다. 살라스는 조이스가 경기를 위해 최고의 컨디션을 유지할 것이라고 말했다. 그의 이전 코치들도 잘했지만, 그들은 그의 몸을 이해하지 못했다. 그는 또한 조이스가 뒤부아의 가장 큰 시험대가 될 것이며, 그는 데뷔 때부터 그를 지켜보고 있었다고 말했다. 2월 20일, 공석이 된 유럽 헤비급 타이틀이 걸릴 것이 확인되었다.
3월 12일, 프랭크 워런은 코로나바이러스 우려에도 불구하고 경기가 예정대로 진행될 것이며 모든 것이 면밀히 모니터링될 것이라고 말했다. 3월 26일, BBBofC는 모든 영국 복싱 이벤트를 취소했으며 영국 봉쇄 또한 확인되었다. 경기는 2024년 7월 11일로 미뤄졌다. 프랭크 워런은 경기가 비공개로 진행되는 것을 원치 않았다. 2020년 5월이 되자, 영국 위원회가 관중 없는 행사를 요청했기 때문에 7월 경기 날짜도 불확실해 보였다. 조이스는 그 사이에 임시 경기를 치르는 것에 열려 있었다. 6월 25일, 경기가 다시 재조정되었다. 이번에는 10월 24일 O2 아레나에서 열릴 예정이었다. 워런은 그때까지 BBBofC가 제한된 관중의 참석을 허용하기를 바랐다. 조이스는 7월 25일 마이클 월리쉬와의 임시 경기를 가졌고, 3라운드 TKO로 승리했다. 8월 29일, 뒤부아는 2라운드에 뒤늦게 교체된 리카르도 스니더스를 막아냈다. 뒤부아는 원래 무패의 2회 올림픽 에릭 파이퍼와 싸울 예정이었다.
경기가 한 달 더 연기될 것이라는 추측이 있었다. 두 복서 모두 팬 없이 경기를 치를 것이라고 말했다. 10월 6일, 워런은 11월 28일 처치 하우스 런던에서 BT 스포츠에서 유료 시청 없이 경기가 열릴 것이라고 발표했다. 이는 엄청난 반전으로 여겨졌다. 경기는 세 번 재조정된 후 "드디어(At Last)"로 변경되었다. 경기 전, 마권업자들은 조이스를 약체로 보았다. 조이스는 모욕감을 느끼고 무시당했다고 생각했다. 대부분의 마권업자들은 또한 경기가 전 라운드까지 가지 않을 것으로 예상했다. 조이스는 이것이 경기에 임하는 그의 자신감을 높여주었고, "나에게 베팅한 사람들은 더 좋은 크리스마스를 보낼 것"이라고 맹세했다. 조이스는 또한 월리쉬와 싸웠을 때 그의 신체에 대해 비판받았다. 이 경기는 진정한 50대 50으로 여겨졌으며, 많은 복싱 전문가와 복서들은 둘을 분리할 수 없었다. 경기 이틀 전, 조이스 팀은 런던 호텔에 도착하자마자 트레이너 살라스가 코로나19 양성 반응을 보여 차질을 겪었다. 경기는 여전히 스티브 브로튼이 지미 팁스와 함께 조이스의 코너에 합류하여 진행될 예정이었다. 뒤부아는 244.4 파운드를 기록했다. 조이스는 258.9 파운드로 더 무거웠다.
미래 세계 타이틀 희망에 영향을 미치는 치열한 경기에서 뒤부아는 더 강하고 깨끗한 펀치를 날렸고, 조이스는 강력한 잽 뒤에서 거리를 유지했다. 조이스의 반복적이고 정확한 잽은 2라운드부터 뒤부아의 왼쪽 눈에 부기를 유발했다. 10라운드에 또 다른 강한 잽이 이제는 완전히 부어버린 그의 눈에 맞자, 뒤부아는 한쪽 무릎을 꿇고 심판이 카운트다운을 세어 그의 경력 첫 패배를 당했다. 경기가 중단되었을 때, 한 명의 심판만이 조이스가 87-84로 앞섰다고 채점했고, 다른 두 심판은 뒤부아가 86-85로 앞섰고, 논란의 여지가 있는 88-83으로 조이스에게 두 라운드만 주었다. CompuBox 통계에 따르면, 뒤부아는 486번의 펀치 중 146번을 성공시켜 30%의 적중률을 기록했다. 82번은 파워 샷이었다. 조이스는 544번의 펀치 중 125번을 성공시켜 23%의 적중률로 덜 정확했다. 조이스는 98번의 잽을 날렸는데, 이는 그의 총 타격량의 79.6%였다. 뒤부아는 동료 복서들과 전문가들로부터 포기했다는 비난을 받았지만, 일부는 올바른 결정이었고 잠재적으로 그의 경력을 구했다고 옹호했다. 경기 후, 뒤부아는 왼쪽 안와골절과 눈 주위 신경 손상을 입어 약 6개월간 활동을 중단해야 한다는 사실이 밝혀졌다.

#### 뒤부아 대 디누
6개월 이상의 공백 끝에 2021년 4월 16일, 뒤부아가 6월 5일 텔퍼드의 텔퍼드 국제 센터에서 보그단 디누 (20승 2패, 16KO)를 상대로 링으로 돌아올 것이라고 발표되었다. 디누는 자렐 밀러와 쿠브라트 풀레프에게 두 번만 패했으며, 20승을 기록하고 있었다. 이 경기는 공석이 된 WBA 인터림 헤비급 타이틀을 위한 것이었다. 뒤부아는 마치 프로 경력을 다시 시작하는 것처럼 이 경기에 임할 것이라고 말했다. 첫 프로 패배 후, 뒤부아는 트레이너 마틴 바워스와 결별하고 2021년 2월 마크 팁스를 고용했다. 5월, 뒤부아는 팁스와 결별하고 셰인 맥과이건을 고용했다. 보도에 따르면, 팁스가 뒤부아 팀에게 다른 약속이 있다고 말하여 결별이 발생했다고 한다. 뒤부아와의 경기를 준비하기 위해 디누는 부저우, 루마니아에서 자렐 밀러와 함께 훈련했다. 뒤부아는 240.3 파운드를 기록했는데, 조이스에게 패했을 때보다 약간 가벼웠다. 디누는 250.4 파운드를 기록했다.
뒤부아는 2라운드 녹아웃으로 경기를 이겼고, 이 과정에서 공석이 된 WBA 인터림 헤비급 타이틀을 획득했다. 이 승리는 또한 그를 무패의 트레버 브라이언이 보유한 WBA (정규) 타이틀의 의무 도전자로 만들었다. 뒤부아의 오른손이 디누의 턱을 강타하여 그를 캔버스에 쓰러뜨렸다. 디누는 경기를 계속할 수 없었고 경기는 31초 만에 중단되었다.

#### 뒤부아 대 쿠수마노
2021년 7월 31일, 뒤부아가 미국에서 데뷔할 것이라고 보도되었다. 그는 토미 퓨리와 함께 8월 29일 클리블랜드, 오하이오의 로켓 모기지 필드하우스에서 열리는 제이크 폴 대 타이론 우들리의 언더카드에 출연할 예정이었다. 퓨리는 제이크 폴과의 미래 경기를 홍보하기 위해 카드에 출연했다. 이는 뒤부아가 영국 밖에서 처음으로 싸우는 경기가 될 것이었다. 그는 조 쿠수마노(19승 3패, 17KO)를 상대했고, 1라운드 TKO 승리를 거두었다. 뒤부아는 약간의 타격을 입었지만, 이를 극복하고 세 번의 다운을 기록했다. 경기 후 인터뷰에서 그는 트레버 브라이언의 WBA (정규) 타이틀에 도전하는 데 관심을 표명했다. 프랭크 워런은 미국에서의 성공적인 데뷔로 간주했다.

### WBA (정규) 헤비급 챔피언

#### 뒤부아 대 브라이언
뒤부아가 미국 데뷔를 하기 전인 2021년 8월에 WBA (Regular) 챔피언 트레버 브라이언에게 도전하기 위한 논의가 처음 시작되었다. 프랭크 워런은 곧 협상이 시작되기를 바란다고 말했다. 한편, 이전 WBA (정규) 벨트 보유자 마흐무드 차르는 브라이언의 프로모터 돈 킹을 상대로 소송을 제기했다. 킹은 나중에 브라이언-차르 경기의 상금 입찰에서 승리했다. 킹으로부터 계약을 기다리는 동안, 차르는 소송을 제기하고 WBA를 보이콧하겠다고 위협했다. 2022년 1월, 차르는 VISA 문제로 미국 여행을 할 수 없게 되어 "챔피언-인-휴회" 자격이 박탈되었다. 브라이언은 대체 선수 조나단 가이드리를 상대로 스플릿 판정승을 거두었다.
승리 후, 2월 1일, WBA는 브라이언(22승 0패, 15KO)에게 뒤부아를 상대로 벨트를 방어하도록 명령했으며, 상금 입찰은 3월 14일에 이루어질 수 있고 경기는 2022년 7월 28일 이전에 열릴 예정이었다. 상금 입찰은 3월 21일로 연기되었다. 돈 킹 프로덕션스는 퀸즈베리 프로모션스의 2,503,000달러 입찰을 제치고 3,116,001달러를 제안하며 상금 입찰에서 승리했다. 분배에 따라 브라이언은 1,713,800.55달러 (55%)를 가져갈 권리가 있었고, 나머지 45%인 1,402,200.45달러는 뒤부아에게 돌아갔다. 킹은 경기가 런던, 뉴욕 또는 플로리다 남부에서 열릴 것이라고 제안했다. 5월 5일, 경기는 6월 11일 마이애미의 카지노 마이애미 자이-알라이에서 유료 시청으로 열릴 것이라고 발표되었다. 경기는 "자유와 평화를 위한 싸움"으로 불렸다. 브라이언은 래리 홈즈로부터 훈련 캠프 동안 지원을 받고 있었다. 이 경기는 영국에서 BT 스포츠가 중계했으며, 영국에서도 스플릿 사이트 중계로 카드를 방송할 예정이었고, 리암 데이비스가 영국 슈퍼 밴텀급 타이틀을 놓고 마크 리치를 상대하는 것이 헤드라인이었다.
약 500명의 관중이 참석했다. 뒤부아는 4라운드 녹아웃으로 브라이언을 꺾고 WBA (정규) 헤비급 챔피언이 되었다. 처음 두 라운드에서는 거의 움직임이 없었다. 뒤부아는 3라운드 막바지에 브라이언을 오른손으로 가격하여 그를 쓰러뜨렸다. 4라운드에 뒤부아의 왼손-오른손 콤비네이션이 브라이언을 얼굴부터 캔버스에 쓰러뜨렸다. 브라이언은 심판의 카운트에 맞서려 했지만 다시 캔버스에 얼굴을 대고 쓰러졌고 카운트아웃되었다. 경기 후 인터뷰에서 뒤부아는 "누구에게도 불경스러운 말은 아니지만, 트레버의 '0'은 사라져야 했다. 그게 전부다."라고 말했다. 트레이너 셰인 맥과이건은 런던에서 타이틀 방어를 하고 싶다고 말했으며, 딜리언 화이트를 잠재적인 상대로 언급했다. 이 승리는 또한 뒤부아가 통합 헤비급 챔피언 올렉산드르 우시크의 의무 도전자가 될 것임을 의미했다.
8월 2일, 뒤부아는 돈 킹 프로덕션스를 상대로 소송을 제기했다. 문서에 따르면 돈 킹은 뒤부아에게 그의 전체 상금을 아직 지급하지 않았다. 뒤부아에 따르면, 463,274.32달러에서 938,274.32달러가 아직 그에게 빚진 상태였다. 또한 IRS 또는 WBA 제재 수수료가 킹에 의해 뒤부아를 대신하여 이미 지불되었는지 여부도 불확실했다. 몇 주 후 사건은 해결되었고 뒤부아는 전액을 지급받았다.

#### 뒤부아 대 레레나
2022년 10월, 뒤부아는 호주 헤비급 루카스 브라운을 상대로 WBA (정규) 헤비급 타이틀의 첫 방어전을 치르기 위한 협상 중이었다. 그러나 브라운의 나이 때문에 BBBofC는 즉시 경기를 승인하지 않았다. 며칠 후, ESPN은 13위 케빈 레레나에게 경기가 제안되었고 그가 수락했다고 보도했다. 2022년 12월에 경기가 열리도록 계약이 마무리되고 있었다.
10월 20일, 보도 자료가 발표되어 뒤부아가 12월 3일 런던 토트넘 홋스퍼 스타디움에서 타이슨 퓨리 대 데릭 치소라 3세의 언더카드에서 케빈 레레나(28승 1패, 14KO)를 상대로 WBA (정규) 헤비급 타이틀의 첫 방어전을 치를 것이라고 발표되었다. 레레나는 2014년 11월 이후 패배한 적이 없었고 17연승을 기록하며 이 경기에 임했다. 두 복서 모두 최종 기자회견에서 트래시 토크를 했다. 뒤부아는 240.25파운드를 기록했고, 레레나는 날씬한 231파운드를 기록했다.
1라운드에 3번이나 다운되었음에도 불구하고 뒤부아는 3라운드 TKO 승리를 거두었다. 뒤부아는 레레나의 왼손에 의해 세 번 모두 다운되었다. 뒤부아는 2라운드에도 여전히 부상을 입은 듯 보였다. 3라운드에 뒤부아는 레레나를 강력한 오른손으로 머리를 가격하여 다운시켰다. 뒤부아는 이어서 몇 차례 강력한 어퍼컷을 날려 벨이 울릴 때 레레나를 캔버스에 쓰러뜨렸다. 심판 하워드 포스터는 레레나가 캔버스에서 일어났을 때 경기를 중단시켰다.
배리 맥과이건에 따르면, 뒤부아는 레레나와의 승리에서 입은 ACL 파열로 인해 몇 달 동안 활동을 중단해야 했다.
몇 달 후, 보도에 따르면 뒤부아는 트레이너 셰인 맥과이건과 결별하고 2023년 여름 올렉산드르 우시크와의 잠재적인 세계 타이틀전을 앞두고 돈 찰스와 협력했다. 뒤부아는 2021년 5월부터 맥과이건과 함께했으며, 그와 함께 한 네 번의 경기에서 모두 TKO 승리를 거두었다.

#### 뒤부아 대 우시크 I, 2023
2023년 4월 3일, WBA는 WBA '정규' 타이틀 보유자 뒤부아와 통합 헤비급 챔피언 올렉산드르 우시크 (20승 0패, 13KO) 간의 세계 타이틀 통합전을 공식적으로 명령했다. 양측은 30일간의 협상 기간을 부여받았다. 앞서 보도된 바에 따르면 경기는 잉글랜드 런던 또는 맨체스터에서 열릴 수 있었다. 날짜나 장소는 확정되지 않았지만, 알렉스 크라슈크는 폴란드 경기장에서 경기가 열릴 수 있다고 말했다. 2023년 5월, 상금 입찰이 진행되었다. 우시크의 오랜 프로모터 크라슈크는 퀸즈베리 프로모션스가 제출한 5,620,050달러보다 훨씬 많은 8,057,000달러를 제시하며 경기 통제권을 획득했다. 8월에 경기 날짜가 논의되고 있었다. 상금 분배에 따라 우시크는 6,042,750달러(낙찰가의 75%)를 가져가고, 뒤부아는 경력 최고액인 2,014,250달러를 받게 되었다. 경기는 8월 26일 폴란드 브로츠와프 스타디온 브로츠와프에서 우시크의 WBA (Super), IBF, WBO, IBO, 더 링 타이틀을 걸고 열렸다. 날짜는 우크라이나 독립 기념일과 일치했다. 약 24,000명의 관중이 예상되었다.
우시크가 9라운드 TKO로 타이틀을 방어했지만, 5라운드 사건을 둘러싼 논란이 있었다. 뒤부아의 펀치에 우시크가 캔버스에 쓰러졌는데, 심판 루이스 파본은 이를 로블로로 판정했다. 이에 따라 우시크는 최대 5분 동안 회복 시간을 가졌지만, 계속할 준비가 되었다고 선언했음에도 불구하고 파본은 우시크에게 더 많은 시간을 가지라고 촉구했다. 우시크는 결국 3분 45초를 사용한 후 경기가 재개되었다. 우시크는 8라운드와 9라운드에 뒤부아를 무릎 꿇게 만들었고, 9라운드에 카운트아웃되었다. CompuBox 통계에 따르면, 우시크는 경기 모든 라운드에서 뒤부아보다 더 많은 펀치를 날렸으며, 359번의 펀치 중 88번(24.5%)을 성공시킨 반면, 뒤부아는 290번의 펀치 중 47번(16.2%)을 성공시켰다. 뒤부아는 어떤 라운드에서도 두 자릿수 펀치를 성공시키지 못했다.
5라운드에 대한 논쟁이 이어졌고, 많은 관찰자들은 로블로가 합법적인 펀치였으며 잠재적으로 뒤부아의 KO 승리로 이어질 수 있었다고 믿었다. 경기 후 인터뷰에서 뒤부아는 "로블로라고 생각하지 않았다. 나는 그 펀치가 맞았다고 생각했고, 오늘 밤 승리를 빼앗겼다"고 말했다. 그러나 우시크의 프로모터 알렉스 크라슈크는 "배꼽이 경계선이다. 그 아래는 로블로다"라고 주장했다. 이 주장은 복서 토니 벨류와 리암 스미스를 포함한 다른 사람들에 의해 되풀이되었다.

### 리야드에서 재기

#### 뒤부아 대 밀러
2023년 11월, 리야드 시즌은 2023년 12월 23일에 앤서니 조슈아 대 오토 월린이 헤드라인을 장식하는 블록버스터 카드를 발표했다. 발표된 언더카드 경기 중 하나는 뒤부아 대 미국 헤비급 자렐 밀러였다. 밀러는 2023년 3월 루카스 브라운을 물리치고 이 경기에 임했다.
밀러는 333파운드를 기록했고, 뒤부아는 239파운드로 거의 100파운드 더 무거웠다. 뒤부아는 카드의 가장 흥미로운 승리를 거두며 10라운드에 밀러를 중단시켰다. 뒤부아는 밀러의 압박으로 초반에는 불안해 보였지만, 라운드가 지날수록 뒤부아는 샷을 선택하고 밀러에게 강력한 펀치를 날렸다. 10라운드에는 뒤부아가 경기를 지배하며 강력한 펀치를 계속 날렸고, 밀러는 심판이 경기를 중단시키기 10초 전까지 벌칙을 견뎌냈다. 경기 종료 후 두 복서는 서로를 안아주었다. 뒤부아는 이 경기 후 사라졌던 자신감이 돌아왔다고 말했다. 경기 후 DAZN과의 인터뷰에서 그는 "오늘 밤은 정말 중요했다. 나는 깊이 파고들어야 했다. 나는 그것을 이겨냈고 내 마음을 보여주었다"고 말했다. 뒤부아는 밀러에게 경력 최고인 208번의 펀치를 성공시켜 40%의 적중률을 기록했다. 밀러는 379번의 펀치 중 107번만 성공시켰다.

#### 뒤부아 대 흐르고비치
2023년 12월 심판의 날 카드의 성공에 이어, 에디 헌과 프랭크 워런 사이에 각각 자신의 프로모션에서 5명의 복서를 선택하여 서로 싸우게 하는 미래 카드에 대한 논의와 구두 합의가 있었다. 3월에는 체급이 확정되었다. 2024년 4월 15일 기자회견에서 뒤부아가 6월 1일 리야드에서 IBF 톱 랭킹 도전자 필립 흐르고비치와 맞붙을 것이 확인되었으며, 이 경기는 동료 헤비급 선수 장지레이와 디언테이 와일더 간의 경기가 헤드라인을 장식하는 카드에 함께 포함되었다. IBF는 나중에 이 경기를 공석이 된 IBF '인터림' 헤비급 챔피언십으로 승인했다. 흐르고비치는 경기를 준비하는 동안 심각한 눈 부상을 입었고, 경기 2주 전 병원에서 바이러스에서 회복했음에도 불구하고, 그런 상태에서도 뒤부아가 이길 것이라고 예상했다. 흐르고비치는 2년 동안 경기를 기다렸고, 영국 프로모터, 그들의 통제하에 있는 제재 기구, 영국 심판, 영국 의사의 지원을 받는 영국 선수들과 같은 특권이 없다는 것을 알면서 경기를 포기할 수 없었다. 뒤부아는 245.8파운드를 기록했고, 흐르고비치는 247.4파운드로 더 무거웠다.
현재까지 그의 가장 큰 승리로 여겨지는 경기에서 뒤부아는 8라운드 TKO, 의사 중단으로 인해 흐르고비치를 이겼다. 이 승리는 뒤부아가 공석이 된 IBF 인터림 타이틀을 획득했음을 의미했다. 흐르고비치는 경기 시작부터 여러 번의 오른손 펀치를 날렸다. 2라운드에도 비슷하게 흐르고비치가 더 좋은 펀치를 날렸다. 라운드 막바지에 뒤부아가 잽을 날리기 시작하면서 전세가 역전되었다. 흐르고비치는 얼굴에 상처를 입은 채 라운드를 마쳤다. 라운드가 지날수록 뒤부아는 강해지고 자신감을 얻었다. 8라운드에 뒤부아는 완전히 경기를 지배하며 앞으로 나아가 마음껏 펀치를 날렸고, 심판은 경기를 중단시키고 링사이드 의사를 불러 흐르고비치를 평가한 후 결국 경기를 중단시켰다. 흐르고비치는 6라운드에서 더 나은 모습을 보였다. CompuBox조차 뒤부아와 프랭크 워런 편이었는데, 각 라운드에서 흐르고비치에게 심각한 피해를 입혔다. 예를 들어 1라운드에서 흐르고비치는 36번의 펀치(파워 펀치 32번 포함)를 날렸지만, CompuBox는 15번의 펀치와 13번의 파워 펀치만 기록했다. 밤은 퀸즈베리 프로모션스가 매치룸 복싱을 5-0으로 완파하며 끝났다.

### IBF 헤비급 챔피언

#### 뒤부아 대 조슈아
2024년 6월 26일, 뒤부아는 올렉산드르 우시크가 벨트를 반납한 후 정식 IBF 챔피언으로 승격되었다. 그는 9월 21일 런던 웸블리 스타디움에서 전 2회 통합 챔피언 앤서니 조슈아를 상대로 타이틀 첫 방어전을 치를 것이라고 발표되었다.
선수들은 런던 트라팔가 광장의 넬슨 기념탑 앞에서 경기 전날 계체량에 임했다. 조슈아는 252.5파운드를 기록했고, 뒤부아의 248.6파운드보다 거의 4파운드 더 무거웠다. 이는 조슈아에게는 6개월 전 프랜시스 은간누와의 경기보다 약간 더 무거운 체중이었고, 뒤부아의 체중은 그의 이전 기록보다 3파운드 더 무거운 새로운 경력 최고 체중이었다.
더 링의 조셉 산톨리퀴토에 따르면, 뒤부아는 현 IBF 챔피언임에도 불구하고 "매우 침착하고, 거의 너무나 편안해 보이는" 모습으로 먼저 링에 걸어 들어왔고, 조슈아는 두 번째로 링에 들어섰지만 "링 워크 중에 긴장해 보였다". 뒤부아는 압도적인 경기력을 선보이며 5라운드 KO로 조슈아를 꺾고 타이틀을 방어했다. 이 결과는 뒤부아가 경기 전 배팅에서 언더독이었기 때문에 큰 이변으로 여겨졌다. 뒤부아는 즉시 공격적으로 복싱을 시작했고, 1라운드 말에 조슈아의 턱에 강력한 오버핸드 라이트를 적중시켜 조슈아를 캔버스에 쓰러뜨렸다. 조슈아는 카운트에서 벗어났지만, 벨이 1라운드 종료를 알릴 때 다리가 불안정해 보였다. 뒤부아에게 모멘텀이 넘어간 듯했고, 그는 3라운드에 조슈아를 턱에 왼손으로 두 번째 다운시켰다. 조슈아의 글러브가 캔버스에 닿았지만, 심판은 뒤부아에게 펀치를 계속 날리도록 허용했고, 이는 결국 공식적인 다운으로 이어졌다. 4라운드에는 조슈아가 두 번 더 캔버스에 쓰러졌지만, 그 중 한 번은 미끄러짐으로 판정되었다. 5라운드에는 조슈아가 오른손을 적중시켜 뒤부아를 코너로 몰아붙이는 듯 보였을 때 경기로 돌아오는 길을 찾은 듯했다. 그러나 조슈아가 자신의 오른손 어퍼컷을 날리려 할 때 뒤부아가 조슈아의 턱에 카운터 오른손을 적중시켰고, 이는 조슈아를 다시 캔버스에 쓰러뜨렸고, 이번에는 카운트에서 벗어나지 못했다. 경기는 5라운드 59초 만에 종료되었고, 뒤부아는 5라운드 녹아웃으로 IBF 헤비급 타이틀을 방어했다. 경기 후, 승리한 뒤부아는 경기 시작 전까지 대부분 AJ를 지지했던 관중들에게 "재미없었나요?"라고 물었다. 다섯 라운드 동안 뒤부아는 196번의 펀치 중 79번을 성공시켜 40%의 적중률을 기록했고, 조슈아는 117번의 펀치 중 32번만 성공시켜 27%의 적중률을 기록했다.

#### 취소된 조셉 파커 방어전
승리 후, 계약에 재대결 조항이 있었고 2025년 2월경에 재대결이 열릴 것이라고 했다. 많은 전문가들과 팬들은 조슈아가 은퇴해야 한다고 촉구했다. 몇 주 후, 조슈아는 재대결을 철회했다. 이는 부상 우려와 충분한 준비 시간을 가질 수 없었기 때문이었다. 프로모터 프랭크 워런은 뒤부아가 2월에 IBF 벨트 방어전을 치를 것이라고 밝혔다. IBF는 뒤부아와 그의 팀에게 2025년 4월 22일 만료되는 자발적 방어전을 허용했다. 헌은 조슈아가 올렉산드르 우시크 대 타이슨 퓨리 간의 헤비급 재대결 결과를 기다린 후 다음 움직임을 결정할 것이라고 말했다. 이로 인해 뒤부아의 잠재적 상대 목록이 열렸는데, 여기에는 파비오 워들리, 장지레이, 조셉 파커, 아지트 카바옐, 마틴 바콜레 등이 포함되었다. 동시에 카바옐과 바콜레는 IBF에 의해 최종 제거전이 명령되었다. 파커가 경기를 따낼 선두에 있었다.
2024년 12월 2일 리야드 시즌은 킹덤 아레나에서 열릴 블록버스터 카드를 발표했다. 공동 메인 이벤트에서는 뒤부아가 중간 WBO 헤비급 챔피언 조셉 파커 (35승 3패, 23KO)를 상대로 IBF 헤비급 타이틀 2차 방어전을 치를 예정이었다. 경기는 2025년 2월 22일에 열릴 예정이었다. 2025년 1월 10일, 링 매거진은 파커가 첫 벨이 울리는 즉시 중간 WBO 챔피언 자격을 자동으로 잃을 것이라고 보도했다. 이는 중간 타이틀이 보조 타이틀로 분류되어 다른 단체의 정규 챔피언과 통합할 수 없기 때문에 제재 기구 내의 표준 규칙이다. 회장은 그가 링에 입장하여 중간 WBO 챔피언으로 소개되는 것을 허용할 것이지만, 곧 공석이 될 것이라고 말했다.
뒤부아는 화요일 미디어 훈련에 참석했지만, 링 매거진은 다음 날 그가 병에 걸려 타이틀 방어전을 치를 수 있을지 의사들이 평가하고 있다고 보도했다. 로렌스 오콜리, 데이비드 아델레이, 무라드 알리예프의 이름이 가능한 대체 선수로 거론되었다. 뒤부아는 기자회견에 참석하지 않았다. 얼마 지나지 않아 모두가 놀랍게도 마틴 바콜레 (21승 1패, 16KO)가 대체 선수로 지명되었다. 그는 콩고에서 비행기를 타고 와야 했다. 파커는 2라운드에 바콜레를 제압한 후 뒤부아뿐만 아니라 올렉산드르 우시크에게도 다시 도전장을 내밀었다.

#### 뒤부아 대 우시크 II, 2025
2025년 3월 12일, 스카이 스포츠는 뒤부아가 올렉산드르 우시크와 무패 헤비급 타이틀을 놓고 재대결을 협상 중이라고 보도했다. 알렉산더 크라슈크는 웸블리 스타디움을 경기장 옵션으로 언급했다. 3월 13일, WBO 회장 구스타보 올리비에리는 우시크에게 중간 WBO 챔피언 조셉 파커를 상대로 의무 방어전을 치르도록 명령했다. 양측은 상금 입찰이 시작되기 전에 30일간 협상 기간을 부여받았다. 4월 4일, 뒤부아는 링 매거진에 7월에 우시크와 싸우는 것이 최우선이라고 말했다. 그는 파커나 IBF 2위 데릭 치소라와 싸우는 것을 배제하지 않았다. IBF는 뒤부아 대 우시크에게 예외를 허용할 것이지만, 경기가 성사되지 않으면 치소라가 의무 도전자라고 밝혔다. 4월 10일, WBO는 뒤부아 대 우시크가 무패 타이틀을 놓고 경기를 치르도록 허용해달라는 청원을 받았다.
4월 27일, 우시크(23승 0패, 14KO)와 뒤부아의 재대결이 2025년 7월 19일 런던 웸블리 스타디움에서 무패 헤비급 타이틀을 놓고 열릴 것이라고 발표되었다. WBO 회장 올리비에는 헤비급 디비전이 다시 한번 무패 챔피언을 가릴 수 있게 되었기 때문에 통합 경기를 허용한 조직의 결정을 설명했다. 그러나 경기가 끝나면 파커가 의무 도전자로 다음으로 지명될 것이라고 말했다. 경기가 발표된 다음 날 아침, 두 선수는 웸블리 스타디움 경기장에서 첫 대면을 했다. 말이 오갔고, 뒤부아가 우시크를 밀치자 경비원이 개입했다. 우시크는 이를 뒤부아의 약함의 신호라고 불렀다. 판매 개시 후 24시간 이내에 60,000장 이상의 티켓이 판매되었다. 6월 말까지 78,000장이 판매되었다. 워런은 84,000장이 판매되면 94,000장으로 늘릴 것이라고 말했다. 우시크는 경력 최고 체중인 227.3파운드를 기록했고, 뒤부아는 첫 경기보다 10파운드 더 무거운 243.8파운드를 기록했다.
우시크는 5라운드 녹아웃으로 경기를 이겼다.

## 수상
뒤부아는 영국 복싱 관리 위원회 2024년 올해의 복서로 선정되었다.

## 개인 생활
뒤부아의 아버지는 그레나다 출신이다. 그의 아버지는 프랑스 시민권도 가지고 있다. 2017년에 뒤부아는 아버지를 통해 프랑스 시민권을 획득했다. 그는 어머니를 통해 나이지리아 혈통이다. 그의 여동생 캐롤라인 뒤부아도 복서이다. 그녀는 영국을 대표했으며 2018년에는 -60kg 유럽 주니어, 세계 청소년 및 청소년 올림픽 챔피언이 되었다.

## 프로 복싱 기록
| 25 fight    | 22 win | 3 loss |
| ----------- | ------ | ------ |
| By knockout | 21     | 3      |
| By decision | 1      | 0      |

| No. | 결과 | 기록 | 상대              | 유형 | 라운드, 시간  | 날짜             | 장소                                               | 비고                                                                                       |
| --- | ---- | ---- | ----------------- | ---- | ------------- | ---------------- | -------------------------------------------------- | ------------------------------------------------------------------------------------------ |
| 25  | 패   | 22–3 | 올렉산드르 우시크 | KO   | 5 (12), 1:52  | 2025년 7월 19일  | 웸블리 스타디움, 런던, 잉글랜드                    | IBF 헤비급 타이틀 상실; WBA (슈퍼), WBC, WBO, IBO, 그리고 더 링 헤비급 타이틀              |
| 24  | 승   | 22–2 | 앤서니 조슈아     | KO   | 5 (12), 0:59  | 2024년 9월 21일  | 웸블리 스타디움, 런던, 잉글랜드                    | IBF 헤비급 타이틀 방어                                                                     |
| 23  | 승   | 21–2 | 필립 흐르고비치   | TKO  | 8 (12), 0:57  | 2024년 6월 1일   | 킹덤 아레나, 리야드, 사우디아라비아                | 공석이 된 IBF 인터림 헤비급 타이틀 획득                                                    |
| 22  | 승   | 20–2 | 자렐 밀러         | TKO  | 10 (10), 2:52 | 2023년 12월 23일 | 킹덤 아레, 리야드, 사우디아라비아                  |                                                                                            |
| 21  | 패   | 19–2 | 올렉산드르 우시크 | KO   | 9 (12), 1:48  | 2023년 8월 26일  | 브로츠와프 시립경기장, 브로츠와프, 폴란드          | WBA (슈퍼), IBF, WBO, IBO, 그리고 더 링 헤비급 타이틀                                      |
| 20  | 승   | 19–1 | 케빈 레레나       | TKO  | 3 (12), 3:00  | 2022년 12월 3일  | 토트넘 홋스퍼 스타디움, 런던, 잉글랜드             | WBA (정규) 헤비급 타이틀 방어                                                              |
| 19  | 승   | 18–1 | 트레버 브라이언   | KO   | 4 (12), 1:58  | 2022년 6월 11일  | 카지노 마이애미, 마이애미, 플로리다, 미국          | WBA (정규) 헤비급 타이틀 획득                                                              |
| 18  | 승   | 17–1 | 조 쿠수마노       | TKO  | 1 (10), 2:10  | 2021년 8월 29일  | 로켓 모기지 필드하우스, 클리블랜드, 오하이오, 미국 |                                                                                            |
| 17  | 승   | 16–1 | 보그단 디누       | KO   | 2 (12), 0:31  | 2021년 6월 5일   | 텔퍼드 국제 센터, 텔퍼드, 잉글랜드                 | 공석이 된 WBA 인터림 헤비급 타이틀 획득                                                    |
| 16  | 패   | 15–1 | 조 조이스         | KO   | 10 (12), 0:36 | 2020년 11월 28일 | 처치 하우스, 런던, 잉글랜드                        | 영국, 영국 연방, WBC 실버, WBO 인터내셔널 헤비급 타이틀 상실; 공석이 된 유럽 헤비급 타이틀 |
| 15  | 승   | 15–0 | 리카르도 스니더스 | TKO  | 2 (12), 0:20  | 2020년 8월 29일  | BT 스포츠 스튜디오, 런던, 잉글랜드                 | WBO 인터내셔널 헤비급 타이틀 방어                                                          |
| 14  | 승   | 14–0 | 후지모토 교타로   | KO   | 2 (12), 2:10  | 2019년 12월 21일 | 코퍼 복스, 런던, 잉글랜드                          | WBO 인터내셔널 헤비급 타이틀 방어; 공석이 된 WBC 실버 헤비급 타이틀 획득                   |
| 13  | 승   | 13–0 | 에베네저 테테     | TKO  | 1 (12), 2:10  | 2019년 9월 27일  | 로열 앨버트 홀, 런던, 잉글랜드                     | 공석이 된 영국 연방 및 WBO 인터내셔널 헤비급 타이틀 획득                                   |
| 12  | 승   | 12–0 | 네이선 고먼       | KO   | 5 (12), 2:41  | 2019년 7월 13일  | O2 아레나, 런던, 잉글랜드                          | 공석이 된 영국 헤비급 타이틀 획득                                                          |
| 11  | 승   | 11–0 | 리차드 라르테이   | KO   | 4 (10), 1:50  | 2019년 4월 27일  | 웸블리 아레나, 런던, 잉글랜드                      | 공석이 된 WBO 글로벌 헤비급 타이틀 획득                                                    |
| 10  | 승   | 10–0 | 라즈반 코야누     | KO   | 2 (10), 2:48  | 2019년 3월 8일   | 로열 앨버트 홀, 런던, 잉글랜드                     | 공석이 된 WBO 유럽 헤비급 타이틀 획득                                                      |
| 9   | 승   | 9–0  | 케빈 존슨         | PTS  | 10            | 2018년 10월 6일  | 레스터 아레나, 레스터, 잉글랜드                    |                                                                                            |
| 8   | 승   | 8–0  | 톰 리틀           | TKO  | 5 (10), 0:58  | 2018년 6월 23일  | O2 아레나, 런던, 잉글랜드                          | 공석이 된 잉글리시 헤비급 타이틀 획득                                                      |
| 7   | 승   | 7–0  | DL 존스           | TKO  | 3 (10), 2:23  | 2018년 2월 24일  | 요크 홀, 런던, 잉글랜드                            | 서던 에어리어 헤비급 타이틀 방어                                                           |
| 6   | 승   | 6–0  | 도리안 다치       | TKO  | 2 (10), 0:51  | 2017년 12월 9일  | 코퍼 복스, 런던, 잉글랜드                          |                                                                                            |
| 5   | 승   | 5–0  | AJ 카터           | KO   | 1 (10), 0:48  | 2017년 9월 16일  | 코퍼 복스, 런던, 잉글랜드                          | 공석이 된 서던 에어리어 헤비급 타이틀 획득                                                 |
| 4   | 승   | 4–0  | 마우리시오 바라간 | KO   | 2 (10), 1:41  | 2017년 7월 8일   | 코퍼 복스, 런던, 잉글랜드                          | 공석이 된 WBC 유스 헤비급 타이틀 획득                                                      |
| 3   | 승   | 3–0  | 데이비드 하우     | KO   | 1 (4), 0:40   | 2017년 5월 20일  | 코퍼 복스, 런던, 잉글랜드                          |                                                                                            |
| 2   | 승   | 2–0  | 블레즈 멘두오     | TKO  | 2 (4), 0:48   | 2017년 4월 22일  | 레스터 아레나, 레스터, 잉글랜드                    |                                                                                            |
| 1   | 승   | 1–0  | 마커스 켈리       | TKO  | 1 (4), 0:35   | 2017년 4월 8일   | 맨체스터 아레나, 맨체스터, 잉글랜드                |                                                                                            |

## 같이 보기
- 세계 헤비급 복싱 챔피언 목록
- WBA 세계 챔피언 목록
- IBF 세계 챔피언 목록